# Ladomérvágása
Ladomérvágása (szlovákul: Ladomirová, ruszinul: Ладомирова) község Szlovákiában, az Eperjesi kerület Felsővízközi járásában.

## Fekvése
Felsővízköztől 6 km-re északkeletre, a Ladomér-patak partján fekszik.

## Története
Neve eredetileg Vladimirova volt és valószínűleg a falut telepítő soltészról nevezték el. 1414-ben, más forrás szerint 1364-ben  említik először „Ladamerwagasa” néven, a Bebek família makovicai uradalmához tartozott. Az 1427-es dézsmajegyzékben még nem szerepel. Később a Cudar család tulajdona, akik 1458-ban kisebb várkastélyt is építettek ide. A 15. században vámházat építettek itt, mely a Lengyelországba menő kereskedelmi úton szállított árukat vámolta meg. 1600-ban 16 portát számoltak össze a faluban, ezeken és a soltész házán kívül templom, plébánia, vámház, malom, iskola és egy kastély is volt a településen. 1787-ben 102 házában 720 lakos élt. Lakói mezőgazdaságból, állattartásból és erdei munkákból éltek.
A 18. század végén Vályi András így ír róla: „LADAMER. vagy Lodomer. Tót falu Sáros Várm. földes Ura G. Szirmay Uraság, lakosai többen ó hitűek, fekszik Duplinnak szomszédságában, mellynek filiája, földgyének fele termékeny, fája van tűzre, és legelője is, mellyen számos marhákat szaporítanak.”
1806-ban a napóleoni háborúk során a nagy orosz hadvezér, Kutuzov csapatai foglalták el. 1828-ban 128 háza és 946 lakosa volt. A 19. században a falut többször sújtotta kolerajárvány, mégis ekkor érte el lakosságának maximumát 1200 fővel.
Fényes Elek 1851-ben kiadott geográfiai szótárában így ír a faluról: „Ladomér, orosz falu, Sáros vmegyében, Szvidnikhez 1 mfld., a galicziai országutban: 46 római, 856 görög kath., 164 zsidó lakossal. Görög paroch. templom. Synagoga. A makoviczi uradalomhoz tartozik.”
1920 előtt Sáros vármegye Felsővízközi járásához tartozott.
Az első világháború után orosz ortodox szerzetesek telepedtek le a faluban. Megalapították a Pochajevi Szent Jób ortodox kolostort, amely az 1920-as években számos híres egyházfőnek és szerzetesnek adott otthont a volt Orosz Birodalomból, akik Oroszországon kívül az orosz ortodox egyház joghatósága alá tartoztak. Ladomérvágása az orosz diaszpóra egyik kiadói tevékenységének központja lett a háborúk közötti időszakban.
A második világháborúban a Duklai-hágó térségében nagy tankcsata zajlott, melynek során a falu majdnem teljesen elpusztult. A háború után újjá kellett építeni. Lakói később főként Felsővízköz üzemeiben dolgoztak.

## Népessége
| Év:            | 1994. | 2004.    | 2014.    | 2024.   |
| -------------- | ----- | -------- | -------- | ------- |
| Emberek száma: | 775   | 858      | 1016     | 1064    |
| Eltérés:       |       | +10,70 % | +18,41 % | +4,72 % |

| Év:            | 2023. | 2024.   |
| -------------- | ----- | ------- |
| Emberek száma: | 1061  | 1064    |
| Eltérés:       |       | +0,28 % |

1910-ben 836, többségben ruszin lakosa volt, jelentős német kisebbséggel.
2001-ben 838 lakosából 736 szlovák és 65 ruszin volt.
2011-ben 992 lakosából 787 szlovák és 125 ruszin.

## Nevezetességei
- Mihály arkangyal tiszteletére szentelt görögkatolikus fatemploma 1742-ben épült, ikonosztáza is 18. századi. Tetőzete és tornya zsindellyel fedett.
- 1923-ban épült ortodox temploma, melyhez 1924-ben kolostort is építettek.
- A faluban első világháborús katonai temető található. 94 sírjában mintegy 300 elesett katona nyugszik.